# Глендо
Глендо (англ. Glendo) — місто (англ. town) в США, в окрузі Платт штату Вайомінг. Населення — 237 осіб (2020).

## Географія
Глендо розташоване за координатами 42°30′15″ пн. ш. 105°1′31″ зх. д. / 42.50417° пн. ш. 105.02528° зх. д. (42.504142, -105.025401).  За даними Бюро перепису населення США в 2010 році місто мало площу 1,38 км², уся площа — суходіл.

## Демографія
Згідно з переписом 2010 року, у місті мешкало 205 осіб у 101 домогосподарстві у складі 59 родин. Густота населення становила 148 осіб/км².  Було 167 помешкань (121/км²).
Расовий склад населення:
| - 97,1 % — білих - 1,0 % — корінних американців - 1,0 % — осіб інших рас |

До двох чи більше рас належало 1,0 %. Частка іспаномовних становила 3,4 % від усіх жителів.
За віковим діапазоном населення розподілялося таким чином: 17,1 % — особи молодші 18 років, 58,5 % — особи у віці 18—64 років, 24,4 % — особи у віці 65 років та старші. Медіана віку мешканця становила 52,1 року. На 100 осіб жіночої статі у місті припадало 95,2 чоловіків;  на 100 жінок у віці від 18 років та старших — 95,4 чоловіків також старших 18 років.
Середній дохід на одне домашнє господарство  становив 57 615 доларів США (медіана — 37 188), а середній дохід на одну сім'ю — 74 241 долар (медіана — 73 750). За межею бідності перебувало 33,1 % осіб, у тому числі 48,5 % дітей у віці до 18 років та 16,0 % осіб у віці 65 років та старших.
Цивільне працевлаштоване населення становило 150 осіб. Основні галузі зайнятості: сільське господарство, лісництво, риболовля — 24,7 %, освіта, охорона здоров'я та соціальна допомога — 20,0 %, мистецтво, розваги та відпочинок — 15,3 %, транспорт — 11,3 %.
За даними перепису 2000 року,
на території муніципалітету мешкало 229 людей, було 110 садиб та 66 сімей.
Густота населення становила 166,8 осіб/км². Було 165 житлових будинків.
З 110 садиб у 16,4% проживали діти до 18 років, подружніх пар, що мешкали разом, було 52,7%,
садиб, у яких господиня не мала чоловіка — 4,5%, садиб без сім'ї — 39,1%.
Власники 32,7% садиб мали вік, що перевищував 65 років, а в 15,5% садиб принаймні одна людина була старшою за 65 років.
Кількість людей у середньому на садибу становила 2,08, а в середньому на родину 2,55.
Середній річний дохід на садибу становив 24 531 доларів США, а на родину — 26 786 доларів США.
Чоловіки мали дохід 21 146 доларів, жінки — 15 000 доларів.
Дохід на душу населення був 14 529 доларів.
Приблизно 2,4% родин та 9,0% населення жили за межею бідності.
Серед них осіб до 18 років було 7,1%, і понад 65 років — 2,7%.
Середній вік населення становив 50 років.